# Computerjockeys
Die Computerjockeys sind eine aus Wolfgang Hagedorn und Michael Lückner (alias Digital Jockey) bestehende Gruppe aus Köln. Die Website laut.de charakterisiert ihren Stil als „avantgardistische Electromusik mit asiatischen Klangelementen“. Bei ihren Auftritten benutzen die beiden Künstler ausschließlich ihre Notebooks.

## Leben
Seit 1997 tourten die beiden Kölner Musiker durch Clubs und Elektro-Festivals. Mit ihrem Debütalbum Computerjockeys, das 1999 erschien, wurden sie einem größeren Publikum bekannt. Darauf befindet sich Pingpong, das wohl bekannteste Stück der Computerjockeys, welches relativ viel Airplay bekam.
Auf ihrem zweiten Album Plankton, das 2001 erschien, wurde ihre Vorliebe für asiatische Klänge, die bisher vor allem durch das Samplen asiatischer Instrumente Ausdruck fand, durch den Einsatz von asiatischen Gesängen erweitert. Hierbei halfen die japanische Sängerin Ayako Akashiba, die die Computerjockeys bei einem zweitägigen Besuch in Köln kennenlernte und spontan ein paar Aufnahmen mit ihnen machte, sowie Regina Janssen und Stella Schwarz.
Für die Serien Golden Boy und Lupin III komponierten sie im Auftrag von MTV die Titelsongs Golden Boy und B’come, die auf ihrem Album Plankton zu finden sind, und den Soundtrack. 
Nach diesem Erfolg starteten beide eigene Projekte. Michael Lückner, der schon im Jahr 2000 unter dem Namen Digital Jockey das Album 8 Studies in Dub veröffentlicht hatte, produzierte zwei weitere Alben und rief zusätzlich 2002 das Musikprojekt Guitar ins Leben. Das erste Album hieß Sunkissed, erschien 2002 bei Morr Music Berlin und gehört zu den Wegbereitern eines Revivals des sogenannten Shoegazer oder Dreampop Stils. Auf den meisten Alben wirkte Ayako Akashiba als Sängerin und Co-Songwriterin mit.
Wolfgang Hagedorn gründete 2007 zusammen mit Raouf Khanfir die Gruppe Electric Beatniks.

## Diskografie

### Computerjockeys

#### Alben
- 1999: Computerjockeys (Harvest Records)
- 2001: Plankton (Island Records)

#### Singles & EPs
- 1999: Ping Pong / Inschallah (Harvest Records)
- 2001: My Golden Boy (Island Records)
- 2001: Untitled (PottHeadz)

### Hagedorn

#### Alben
- 1999: Miss Construction (Onitor)
- 2003: Home Grown (Onitor)

### Electric Beatniks

#### Alben
- 2007: Electric Beatniks (Saftkugler)

## Videos
- Ping Pong
- How fish do